# Anisodes gaeta
Anisodes gaeta là một loài bướm đêm trong họ Geometridae.